# Европско првенство у атлетици на отвореном 1966 — скок увис за жене
Такмичење у скоку увис у женској конкуренцији на 8. Европском првенству у атлетици 1966. одржано је 3. и 4. септембра на Непстадиону у Будимпешти (Мађарска).
Титулу освојену у Београду 1962, није бранила Јоланда Балаш из Румуније.

## Земље учеснице
Учествовало је 24 такмичарки из 16 земаља. 
1. Албанија (1)
2. Аустрија (1)
3. Белгија (1)
4. Данска (2)
5. Исланд (1)
6. Источна Немачка (3)
7. Југославија (2)
8. Мађарска (1)
9. Пољска (1)
10. Румунија (1)
11. СССР (3)
12. Уједињено Краљевство (1)
13. Финска (1)
14. Француска (1)
15. Холандија (1)
16. Чехословачка (3)

## Рекорди
| Рекорди пре почетка Европског првенства 1966. | Рекорди пре почетка Европског првенства 1966. | Рекорди пре почетка Европског првенства 1966. | Рекорди пре почетка Европског првенства 1966. | Рекорди пре почетка Европског првенства 1966. | Рекорди пре почетка Европског првенства 1966. |
| --------------------------------------------- | --------------------------------------------- | --------------------------------------------- | --------------------------------------------- | --------------------------------------------- | --------------------------------------------- |
| Светски рекорд                                | Јоланда Балаш                                 | Румунија                                      | 1,91                                          | Букурешт, Румунија                            | 16. јул 1961.                                 |
| Европски рекорд                               | Јоланда Балаш                                 | Румунија                                      | 1,91                                          | Букурешт, Румунија                            | 16. јул 1961.                                 |
| Рекорди европских првенстава                  | Јоланда Балаш                                 | Румунија                                      | 1,83                                          | Београд, Југославија                          | 14. септембар 1962.                           |

## Освајачи медаља
|                     |                      |                          |
| Таисија Ченчик СССР | Људмила Комлева СССР | Јарослава Бједа · Пољска |

## Резултати

### Квалификације
Квалификациона норма за улазак у финале била 1,60 м (КВ), коју су прескочиле 18 такмичарки.
| Пласман | Атлетичарка          | Земља                | Резултат | Белешке |
| ------- | -------------------- | -------------------- | -------- | ------- |
| 1.      | Јарослава Бједа      | Пољска               | 1,65     | КВ      |
| 2.      | Марија Фаитхова      | Чехословачка         | 1,65     | КВ      |
| 3.      | Дороти Ширли         | Уједињено Краљевство | 1,65     | КВ, ЛРС |
| 4.      | Тајсија Ченчик       | Совјетски Савез      | 1,65     | КВ      |
| 5.      | Габриле Тиле         | Источна Немачка      | 1,65     | КВ, ЛР  |
| 6.      | Валентина Козир      | Совјетски Савез      | 1,65     | КВ, ЛРС |
| 7.      | Марјан Томас         | Холандија            | 1,65     | КВ      |
| 8.      | Олга Пулић           | Југославија          | 1,65     | КВ      |
| 9.      | Барбел Граф          | Источна Немачка      | 1,65     | КВ, ЛР  |
| 10.     | Људмила Комлева      | Совјетски Савез      | 1,65     | КВ      |
| 11.     | Дагмар Мелцер        | Источна Немачка      | 1,60     | КВ      |
| 12.     | Гун Нордлунд         | Финска               | 1,60     | КВ, ЛРС |
| 13.     | Ингер Хустед         | Данска               | 1,60     | КВ, ЛР  |
| 14.     | Ерика Стоенеску      | Румунија             | 1,60     | КВ, ЛР  |
| 15.     | Радмила Хушкова      | Чехословачка         | 1,60     | КВ      |
| 16.     | Илона Мајдан         | Аустрија             | 1,60     | КВ, ЛРС |
| 17.     | Женевијев Лауро      | Француска            | 1,60     | КВ, ЛР  |
| 18.     | Вера Бернардова      | Чехословачка         | 1,60     | КВ      |
| 19.     | Рита Ванхерк         | Белгија              | 1,55     |         |
| 20.     | Невенка Мрињек       | Југославија          | 1,55     | ЛР      |
| 21.     | Ана Носали           | Мађарска             | 1,55     | ЛР      |
| 22.     | Солвег Расмусен      | Данска               | 1,55     | ЛРС     |
|         | Марјета Проњари      | Албанија             | БП       |         |
|         | Sigrún Sæmundsdóttir | Исланд               | БП       |         |

### Финале
Такмичење је одржано 4. септембра 1966. године.
| Пласман | Атлетичарка     | Држава               | Резултат | Белешке |
| ------- | --------------- | -------------------- | -------- | ------- |
|         | Тајсија Ченчик  | Совјетски Савез      | 1,75     | ЛРС     |
|         | Људмила Комлева | Совјетски Савез      | 1,73     | ЛР      |
|         | Јарослава Бједа | Пољска               | 1,71     | ЛРС     |
| 4.      | Марија Фаитхова | Чехословачка         | 1,71     | ЛРС     |
| 5.      | Олга Пулић      | Југославија          | 1,71     | ЛРС     |
| 6.      | Марјан Томас    | Холандија            | 1,68     | ЛРС     |
| 7.      | Дагмар Мелцер   | Источна Немачка      | 1,65     | ЛР      |
| 8.      | Дороти Ширли    | Уједињено Краљевство | 1,65     | =ЛРС    |
| 9.      | Радмила Хушкова | Чехословачка         | 1,65     | =ЛР     |
| 9.      | Барбел Граф     | Источна Немачка      | 1,65     | ЛР      |
| 11.     | Вера Бернардова | Чехословачка         | 1,65     | ЛР      |
| 12.     | Габриле Тиле    | Источна Немачка      | 1,60     | =ЛР     |
| 13.     | Женевијев Лауро | Француска            | 1,60     |         |
| 14.     | Гун Нордлунд    | Финска               | 1,60     |         |
| 15.     | Илона Мајдан    | Аустрија             | 1,60     | =ЛРС    |
| 16.     | Ерика Стоенеску | Румунија             | 1,60     | =ЛР     |
| 17.     | Ингер Хустед    | Данска               | 1,60     | =ЛР     |
|         | Валентина Козир | Совјетски Савез      | НС       |         |

## Укупни биланс медаља у скоку увис за жене после 8. Европског првенства 1938—1966.[4]
|    | Земља                |   |   |   |    |
| -- | -------------------- | - | - | - | -- |
| 1. | Уједињено Краљевство | 2 | 1 | 2 | 5  |
| 2. | Румунија             | 2 | 1 | 0 | 3  |
| 3. | СССР                 | 1 | 3 | 1 | 5  |
| 4. | Француска            | 1 | 0 | 0 | 1  |
| 4. | Мађарска             | 1 | 0 | 0 | 1  |
| 6. | Холандија            | 0 | 1 | 0 | 1  |
| 6. | Југославија          | 0 | 1 | 0 | 1  |
| 8. | Данска               | 0 | 0 | 1 | 1  |
| 8. | Чехословачка         | 0 | 0 | 1 | 1  |
| 8. | Немачка              | 0 | 0 | 1 | 1  |
| 8. | Пољска               | 0 | 0 | 1 | 1  |
|    | Укупно {11}          | 7 | 7 | 7 | 21 |

|    | Атлетичар      | Земља           |   |   |   |   |
| -- | -------------- | --------------- | - | - | - | - |
| 1. | Јоланда Балаш  | Румунија        | 2 | 1 | 0 | 3 |
| 2. | Тајсија Ченчик | Совјетски Савез | 1 | 1 | 0 | 2 |